# Regioni dell'Ungheria
Le regioni dell'Ungheria sono le suddivisioni di livello 2 (NUTS 2) dell'Ungheria effettuate a fini statistici nell'ambito dell'Unione Europea. Costituiscono suddivisioni di tipo unicamente statistico e non amministrativo e sono pari a sette.
Le regioni sono state create con la legge 1999/XCII che ha emendato la precedente legge 1996/XXI.
| Nome della regione                           | Capoluogo regione | Area (km²) | Popolazione | Densità (ab./km²) |
| -------------------------------------------- | ----------------- | ---------- | ----------- | ----------------- |
| Ungheria Settentrionale (Észak-Magyarország) | Miskolc           | 13 428     | 1 289 000   | 96                |
| Grande Pianura Settentrionale (Észak-Alföld) | Debrecen          | 17 749     | 1 554 000   | 88                |
| Grande Pianura Meridionale (Dél-Alföld)      | Seghedino         | 18 339     | 1 367 000   | 75                |
| Ungheria Centrale (Közép-Magyarország)       | Budapest          | 6 919      | 2 825 000   | 408               |
| Transdanubio Centrale (Közép-Dunántúl)       | Székesfehérvár    | 11 237     | 1 114 000   | 99                |
| Transdanubio Occidentale (Nyugat-Dunántúl)   | Győr              | 11 209     | 1 004 000   | 90                |
| Transdanubio Meridionale (Dél-Dunántúl)      | Pécs              | 14 169     | 989 000     | 70                |

- Ungheria Settentrionale comprende le contee di Borsod-Abaúj-Zemplén, Heves e Nógrád.
- Grande Pianura Settentrionale comprende le contee di Hajdú-Bihar, Jász-Nagykun-Szolnok e Szabolcs-Szatmár-Bereg.
- Grande Pianura Meridionale comprende le contee di Bács-Kiskun, Békés e Csongrád-Csanád.
- Ungheria Centrale comprende la contea di Pest e la capitale Budapest.
- Transdanubio Centrale comprende le contee di Komárom-Esztergom, Fejér e Veszprém.
- Transdanubio Occidentale comprende le contee di Győr-Moson-Sopron, Vas e Zala.
- Transdanubio Meridionale comprende le contee di Baranya, Somogy e Tolna.